# バリー・ファーガソン
バリー・ファーガソン（Barry Ferguson MBE, 1978年2月2日 - ）は、スコットランド・ハミルトン出身の元同国代表サッカー選手、現サッカー指導者。現役時代のポジションはミッドフィールダー。
長短織り交ぜた変化自在のパスでチームを操る司令塔。21歳にしてスコティッシュ・プレミアリーグのレンジャーズFCのキャプテンに指名された元スコットランド代表ミッドフィールダー。過去にはヘンリク・ラーションに続きスコティッシュ・プレミアリーグ得点ランク2位になったほどの得点力も兼ね備えている。

## 経歴

### 選手経歴
レンジャーズFCで活躍したデレク・ファーガソンを兄に持ち、16歳でレンジャーズと契約した。1997年5月にリーグデビューを飾り、翌シーズンにはスーパーサブとしてチームに貢献、さらに翌年にはレギュラーを奪取した。するとこのシーズンのリーグ、リーグカップ、カップ制覇と3冠の原動力になる。2002-03シーズンにも再び3冠に貢献、このシーズン後にブラックバーン・ローヴァーズFC移籍を果たした。すると2003-04シーズン開幕からレギュラーに定着、プレミアリーグにも馴染み、その活躍ぶりから栄光を掴むかと思われたが2003年末に膝蓋骨を骨折し残り試合を棒に振った。翌シーズンにはレンジャーズへと戻り再び活躍を見せた。
2006年には新監督として就任したポール・ル・グエンによりキャプテンを剥奪されるも、途中解任により再びキャプテンマークを着けた。2009年7月、プレミアリーグに昇格したバーミンガム・シティに100万ポンドの移籍金で移籍した。
2011年7月、ブラックプールFCに移籍した。2014年1月、暫定的に選手兼任監督に就任。

### 指導者経歴
2014-15シーズンより、クライドFCに選手兼任監督として加入した。同クラブでは1試合に出場し、2015年4月9日に足首の負傷を理由に現役を引退し指導者に専念することを表明。翌年5月22日には契約を2019年まで延長した。しかし11月以降は勝ち星を挙げられず、直近10試合で8敗を喫した後の2017年2月26日に辞任することが発表された。
その後スコットランドの下位リーグクラブ監督を経て、2025年2月に古巣レンジャーズの暫定監督に就任。

### 代表
1998年のリトアニア戦、20歳で代表デビューを果たしたが、2009年4月3日、規律違反と侮辱行為により、アラン・マクレガーと共にスコットランド代表を永久追放された。

## タイトル

### クラブ
レンジャーズ
- スコティッシュ・プレミアリーグ : 1998-99, 2002-03, 2004-05, 2008-09
- スコティッシュカップ : 1999-00, 2001-02, 2002-03, 2007-08, 2008-09
- スコティッシュリーグカップ : 1998-99, 2001-02, 2002-03, 2004-05, 2007-08

バーミンガム
- フットボールリーグカップ : 2010-11

### 個人
- PFA年間最優秀若手選手（英語版） : 1998-99
- SFWA年間最優秀選手 : 1999-00, 2002-03
- SPFA年間最優秀選手 : 2002-03
- SPL月間最優秀選手（英語版） : 2000.11, 2000.12, 2002.2, 2003.1